# 1404-es mellékút (Magyarország)
Az 1404-es mellékút egy bő 7 kilométer hosszú, négy számjegyű mellékút Győr-Moson-Sopron vármegyében; a Szigetközben kapcsol össze három települést.

## Nyomvonala
Kimle Novákpuszta nevű településrészének északi szélén ágazik ki az 1403-as útból, annak a 3+600-as kilométerszelvénye táján, települési neve itt nincs is. Észak-északkeleti irányban indul, majd pár száz méter után kicsit keletebbnek fordul. Kevesebb, mint 700 méter megtétele után átszeli Darnózseli határát, a község belterületét nagyjából 2,5 kilométer után éri el, az Arany János utca nevet felvéve. A 3. kilométerénél eléri Szigetköz legfontosabb útvonalát, a Győrtől Mosonmagyaróvárig húzódó 1401-es utat (amely ott már több mint 23,5 kilométer teljesítésén jár túl), és azzal azonos irányba, északnyugatnak fordul. Mintegy 800 méternyi közös szakaszuk után – mely a Fő utca nevet viseli, és kilométer-számozás tekintetében megegyező irányba haladnak – újra különválnak, s az 1404-es északkeleti irányban folytatódik, Jókai Mór utca néven. Körülbelül 4,3 kilométer után hagyja el a település legészakibb házait, 5,4 kilométer után pedig a határát is átlépi. Lipót külterületei között halad tovább, a lakott területet nagyjából 6,4 kilométer után éri el. Kevéssel arrébb észak felől beletorkollik a Halászitól idáig húzódó 1405-ös út, majd a Fő utca nevet viselve végighalad a belterületen. A falu központjában ér véget, ugyanott van a Hédervártól Lipótig vezető 1411-es út végpontja is.
Teljes hossza, az országos közutak térképes nyilvántartását szolgáló kira.kozut.hu adatbázisa szerint 7,325 kilométer.

## Települések az út mentén
- Kimle-Novákpuszta
- Darnózseli
- Lipót